# ساوپیت (کلرادو)
ساوپیت (به انگلیسی: Sawpit) شهری در ایالت کلرادو کشور ایالات متحده آمریکا است که جمعیت آن در سرشماری سال ۲۰۱۰ میلادی، ۴۰ نفر بوده‌است.